# 내장신경
내장신경(splanchnic nerves, 內臟神經)은 쌍을 이뤄 몸 안의 기관들에 분포하는 신경들로, 내장 기관의 자율신경계의 섬유(일반내장날신경섬유, GVE)와 기관으로부터 오는 감각신경섬유(일반내장들신경섬유, GVA)를 운반한다. 부교감신경 섬유를 운반하는 골반내장신경(pelvic splanchnic nerve)을 제외하면 모든 내장신경은 교감신경 섬유를 운반한다.

## 종류
내장신경이라는 용어는 다음의 신경들을 가리킬 수 있다.
- 심장허파신경[1]
- 가슴내장신경 (큰내장신경, 작은내장신경, 맨아래내장신경)
- 허리내장신경
- 엉치내장신경
- 골반내장신경

| 신경         | 신경           | 신경절 이전/이후 | 자율신경계 | 시작 지점                | 표적 기관                                                                                      |
| ------------ | -------------- | ---------------- | ---------- | ------------------------ | ---------------------------------------------------------------------------------------------- |
| 심장허파신경 | 심장허파신경   | 이후             | 교감신경   | 목신경절, 위가슴신경절   | 가슴안                                                                                         |
| 가슴내장신경 | 일반적인 경우  | 이전             | 교감신경   | 아래가슴신경절           | 척추앞신경절                                                                                   |
| 가슴내장신경 | 큰내장신경     | 이전             | 교감신경   | T5-T9 또는 T10           | 복강신경얼기                                                                                   |
| 가슴내장신경 | 작은내장신경   | 이전             | 교감신경   | T10-T11                  | 위창자간막신경절, 대동맥콩팥신경절                                                             |
| 가슴내장신경 | 맨아래내장신경 | 이전             | 교감신경   | T12                      | 콩팥신경얼기                                                                                   |
| 허리내장신경 | 허리내장신경   | 이전             | 교감신경   | L1-L2                    | 아래창자간막신경절, 창자간막사이신경얼기와 위아랫배신경얼기의 신경절                           |
| 엉치내장신경 | 엉치내장신경   | 이전             | 교감신경   | 교감신경줄기의 엉치 부분 | 아래아랫배신경얼기, 골반 내장으로 가는 신경절                                                  |
| 골반내장신경 | 골반내장신경   | 이전             | 부교감신경 | S2-S4                    | 내림잘록창자와 구불잘록창자, 곧창자, 아래아랫배신경얼기 안의 신경절, 골반 내장으로 가는 신경절 |